# Ander Izagirre
Ander Izagirre (Sant Sebastià, 1976) és un periodista, escriptor, bloguer i viatger basc que cursà els seus estudis de periodisme a la Universidad de Navarra on s'hi llicencià el 1998. Publica els seus reportatges i cròniques, especialment sobre viatges, en revistes com National Geographic, Altaïr, Lonely Planet, Nuestro Tiempo o Pie Izquierdo; en diaris com els regionals del Grupo Vocento (El Diario Vasco i El Correo), els del Grupo Noticias i Berria; i també ha treballat per a l'emissora Euskadi Irratia i la cadena ETB. Entre els seus reportatges destaquen els dedicats a les mares guaranís (2010), l'expedició Naturgas-Broad Peak al Karakorum (2010), els refugiats sahrauís d'Algèria (2010), els nens miners de Bolívia (2009), els inuit de Groenlàndia (2008), la volta a Islàndia (2008), la sèrie “Cuidadores de mundos” del País Basc i Navarra (2007), Vespaña, la volta a Espanya en vespa (2006) i l'expedició Pangea, viatge a la depressió més profunda de cada continent (2000-2001).

## Llibres
- El testamento del chacal, 2003
- Plomo en los bolsillos, 2005, reeditat per Libros del KO el 2012
- Los sótanos del mundo, 2005
- Cuidadores de mundos, 2008
- Trekking de la costa vasca, 2009
- Groenlandia cruje (y tres historias islandesas), eCicero, 2012
- Mi abuela y diez más, 2013)
- Los mejores planes para conocer Donostia-San Sebastián, 2013
- Cansasuelos, seis días a pie por los Apeninos, 2015
- El siglo de Luis Ortiz Alfau, 2016
- Potosí, 2017
- Pirenaica, 2018
- Cómo ganar el Giro bebiendo sangre de buey, 2022
- Vuelta al país de Elkano, 2022

## Premis i reconeixements

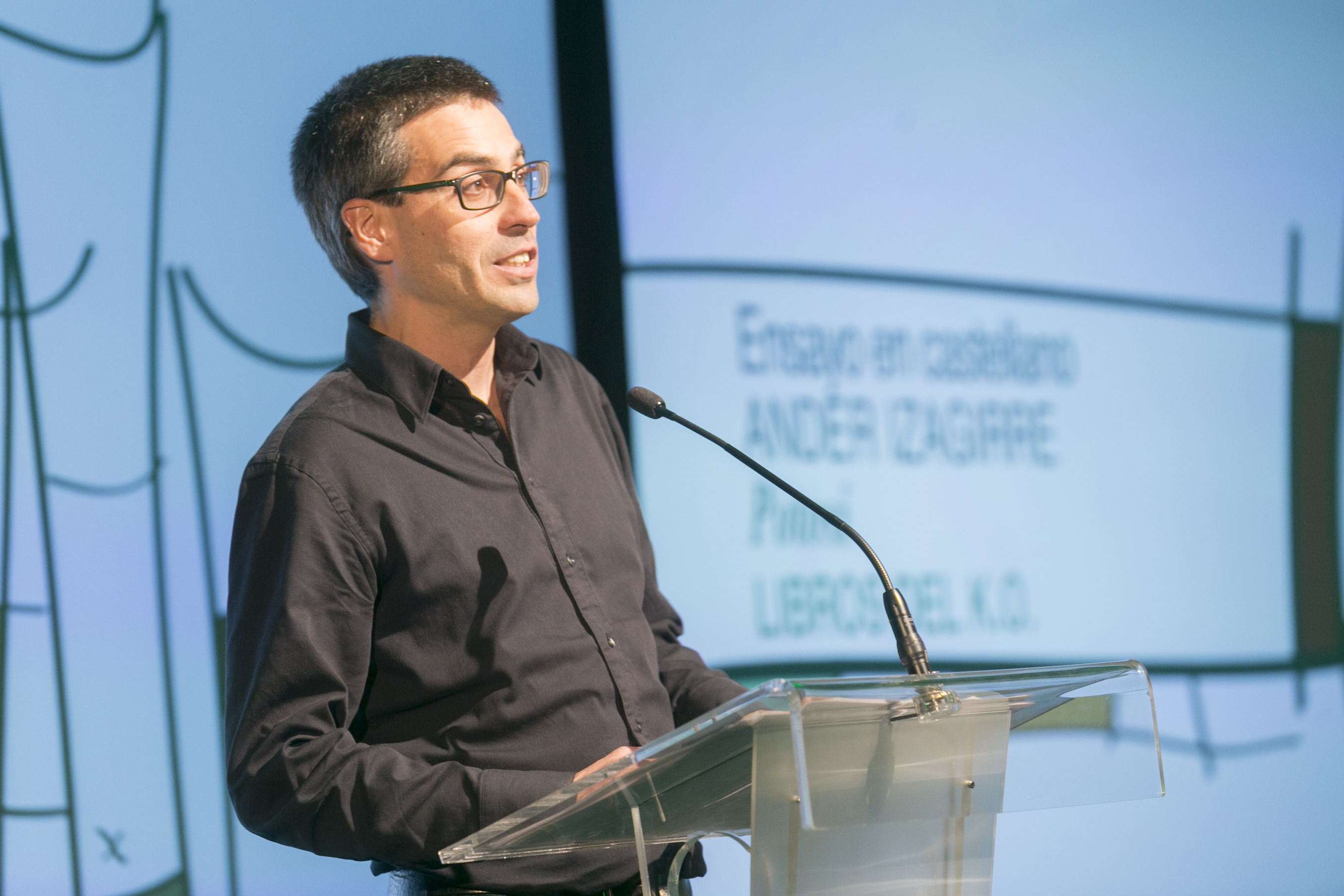
Ander Izagirre a la cerimònia dels premis Euskadi de Literatura del 2017.

- Premi Rikardo Arregi al millor periodista jove en basc de l'any 2001, per les cròniques publicades en el setmanari Zabalik sobre el viatge per les depressions més profundes del món.[3]
- Premi Marca de literatura esportiva de 2004, pel llibre Plomo en los bolsillos.[4]
- Premio Mans Unides de periodisme de 2010, pel seu reportatge sobre els nens que treballen en les mines bolivianes.
- Premi Mikel Essery de relats de viatges de 2010, pel seu reportatge "Groenlandia cruje".[5]
- VI Premi Drets de la Infància i Periodisme en premsa escrita, atorgat per l'Associació de la Premsa de Madrid i el Defensor del Menor, pel reportatge “Mineritos”.
- Premi Trinidad Arroyo de periodisme de 2010, pel reportatge “Las madres guaraníes saltan a la cancha”.[6]
- Premi Gomis de periodisme solidari 2011, pels reportatges “Mineritos”, “Las madres guaraníes saltan a la cancha” i "Once voces en el desierto".[7]
- Premi Jove 2011 de Comunicació, de la Universitat Complutense de Madrid, pel conjunt dels seus reportatges sobre Pakistan, Groenlàndia i Bolívia.[8]
- Premi iRedes Letras Enredadas 2013[9]
- Premi Europeu de Premsa de 2015, pel reportatge "Así se fabrican guerrilleros muertos".[10]
- Premi Euskadi de Literatura 2017, pel l'assaig Potosí.